# Charmontia inopina
Charmontia inopina är en stekelart som beskrevs av Van Achterberg 1979. Charmontia inopina ingår i släktet Charmontia och familjen bracksteklar. Inga underarter finns listade i Catalogue of Life.